# Балабанов, Юрий Севастьянович
Ю́рий Севастья́нович Балаба́нов (14 декабря 1937 — 22 февраля 2016) — советский и российский дипломат. Чрезвычайный и полномочный посланник 1 класса (25 сентября 1990).

## Биография
Окончил Новосибирский сельскохозяйственный институт (1960), Высшую партийную школу при ЦК КПСС (1971) и Дипломатическую академию МИД СССР (1979). Кандидат исторических наук. Владел французским языком. На дипломатической работе с 1979 года.
- В 1981—1982 годах — первый секретарь посольства СССР в Бельгии.
- В 1982—1986 годах — советник посольства СССР в Бельгии.
- С 25 сентября 1990 по 12 мая 1995 года — чрезвычайный и полномочный посол СССР, затем Российской Федерации (с 1991) в Центральноафриканской Республике[2][3].
- В 1995—2000 годах — первый заместитель директора Департамента по связям с субъектами федерации, парламентом и общественно-политическими организациями МИД России.
- В 2000—2001 годах — заместитель директора Департамента по связям с субъектами федерации, парламентом и общественно-политическими организациями МИД России.

С 2001 года находился на пенсии. Скончался 22 февраля 2016 года в Москве.

## Награды
- Орден «Знак Почёта»
- Медаль «За трудовое отличие»
- Медаль «В ознаменование 100-летия со дня рождения Владимира Ильича Ленина»
- Почётная грамота Президиума Верховного Совета СССР

## Семья
Был женат, есть дочь.